# Annie Jäderberg
Anna Margareta "Annie" Jäderberg, född 18 november 1898 i Karl Gustavs församling, Norrbottens län,  död 8 september 1985 i Laholm, Hallands län var en svensk politiker (socialdemokrat).
Jäderberg var ledamot av riksdagens andra kammare 1957-1968 för Norrbottens läns valkrets.